# Eerste klasse 1974-75 (basketbal België)
Het seizoen 1974-1975 was de 28e editie van de hoogste basketbalcompetitie.
Het speelschema over 32 wedstrijden bleef van kracht, eerst liep de reguliere competitie over 22 speeldagen waarna de bovenste 6 met behoud van punten voor de titel speelden, de laatste zes voor de degradatie. Vanaf dit seizoen werden het gelijkspel afgeschaft, bij gelijke stand werden er verlengingen gespeeld.
Racing Maes Pils Mechelen behaalde zijn vijfde landstitel.
Prado Kortrijk en Mont Sur Marchienne waren de nieuwkomers. 

## Naamswijzigingen
- Mont Sur Marchienne werd Al-Al Monceau
- Eural Antwerpse werd Racing Thorens
- Beaulieu Ieper werd Athlon Ieper
- Toptours Vilvoorde werd Bavi Vilvoorde

## Eindstand
- Voorronde

|  |    |                           | P  | W  | V  | G | Ptn |
|  | -- | ------------------------- | -- | -- | -- | - | --- |
|  | 1  | RC Maes Pils Mechelen     | 22 | 18 | 4  | 0 | 36  |
|  | 2  | Racing Thorens            | 22 | 17 | 5  | 0 | 34  |
|  | 3  | Bavi Vilvoorde            | 22 | 13 | 9  | 0 | 26  |
|  | 4  | Carad Brugge              | 22 | 12 | 10 | 0 | 24  |
|  | 5  | Standard Boule D'Or Liège | 22 | 12 | 10 | 0 | 24  |
|  | 6  | Al-Al Monceau             | 22 | 11 | 11 | 0 | 22  |
|  | 7  | Bus Fruit Lier            | 22 | 11 | 11 | 0 | 22  |
|  | 8  | Sunair BC Oostende        | 22 | 10 | 12 | 0 | 20  |
|  | 9  | Royal Molenbeek           | 22 | 10 | 12 | 0 | 20  |
|  | 10 | BT Prado Kortrijk         | 22 | 9  | 13 | 0 | 18  |
|  | 11 | Sunshine Aalst            | 22 | 5  | 17 | 0 | 10  |
|  | 12 | Athlon Ieper              | 22 | 4  | 18 | 0 | 8   |

- Eerste afdeling A

|  |   |                           | P  | W  | V  | G | Ptn |
|  | - | ------------------------- | -- | -- | -- | - | --- |
|  | 1 | RC Maes Pils Mechelen     | 32 | 25 | 7  | 0 | 50  |
|  | 2 | Racing Thorens            | 32 | 21 | 11 | 0 | 42  |
|  | 3 | Bavi Vilvoorde            | 32 | 19 | 13 | 0 | 38  |
|  | 4 | Standard Boule D'Or Liège | 32 | 18 | 14 | 0 | 36  |
|  | 5 | AL Al Monceau             | 32 | 16 | 16 | 0 | 32  |
|  | 6 | Carad Brugge              | 32 | 14 | 18 | 0 | 28  |

- Eerste afdeling B

|  |   |                    | P  | W  | V  | G | Ptn |
|  | - | ------------------ | -- | -- | -- | - | --- |
|  | 1 | Bus Fruit Lier     | 32 | 18 | 14 | 0 | 36  |
|  | 2 | Sunair BC Oostende | 32 | 18 | 14 | 0 | 36  |
|  | 3 | BT Prado Kortrijk  | 32 | 17 | 15 | 0 | 34  |
|  | 4 | Royal Molenbeek    | 32 | 14 | 18 | 0 | 28  |
|  | 5 | Sunshine Aalst     | 32 | 7  | 25 | 0 | 14  |
|  | 6 | Athlon Ieper       | 32 | 5  | 27 | 0 | 10  |

1928 · 1929 · 1930 · 1931 · 1932 · 1933 · 1934 · 1935 · 1936 · 1937 · 1938 · 1939 · 1940 · 1941 · 1942 · 1943 · 1944 · 1945 · 1946 · 1947 · 1948 · 1949 · 1950 · 1951 · 1952 · 1953 · 1954 · 1955 · 1956 · 1957 · 1958 · 1959 · 1960 · 1961 · 1962 · 1963 · 1964 · 1965 · 1966 · 1967 · 1968 · 1969 · 1970 · 1971 · 1972 · 1973 · 1974 · 1975 · 1976 · 1977 · 1978 · 1979 · 1980 · 1981 · 1982 · 1983 · 1984 · 1985 · 1986 · 1987 · 1988 · 1989 · 1990 · 1991 · 1992 · 1993 · 1994 · 1995 · 1996 · 1997 · 1998 · 1999 · 2000 · 2001 · 2002 · 2003 · 2004 · 2005 · 2006 · 2007 · 2008 · 2009 · 2010 · 2011 · 2012 · 2013 · 2014 · 2015 · 2016 · 2017 · 2018 · 2019 · 2020 · 2021